# 安原正
安原 正（やすはら ただし、1934年（昭和9年）4月3日 - 2015年（平成27年）10月14日）は、日本の大蔵官僚。元環境事務次官。

## 来歴
大蔵省入省後、大臣官房審議官、銀行局検査部長、理財局次長を経て環境庁に転じ、長官官房長、企画調整局長を経て1990年（平成2年）環境事務次官。
退官後は農林漁業金融公庫副総裁や山種証券会長等を務めた。
2015年10月14日に心不全のため死去。81歳没。

## 略歴
- 1957年（昭和32年） 国家公務員採用上級試験（法律）合格
- 1958年（昭和33年）3月 東京大学法学部第2類（公法コース）卒業[2]
- 1958年（昭和33年）4月 大蔵省入省（主計局総務課）[3]
- 1961年（昭和36年）7月 福岡国税局調査査察部[3]
- 1962年（昭和37年）6月 為替局調査課調査主任[4]
- 1964年（昭和39年）7月1日 三原税務署長
- 1965年（昭和40年）7月 大臣官房財務参事官付課長補佐
- 1965年（昭和40年）11月 外務研修
- 1966年（昭和41年）5月 外務省在ドイツ日本国大使館[5]。
- 1970年（昭和45年）7月 主計局主計官補佐（厚生第三係主査）[5]。
- 1972年（昭和47年）7月 大蔵大臣秘書官事務取扱
- 1973年（昭和48年）7月 主計局主計官補佐（厚生第一、二係主査）
- 1975年（昭和50年）4月1日 行政管理庁行政管理局管理官
- 1975年（昭和50年）4月10日 兼内閣官房内閣審議室内閣審議官兼内閣官房公共企業体等関係閣僚協議会事務局員[6]
- 1977年（昭和52年）6月27日 大蔵省主計局主計官兼主計局総務課（企画担当）
- 1978年（昭和53年）6月17日 大蔵省主計局主計官（厚生・労働担当）
- 1981年（昭和56年）7月3日 大蔵省理財局資金第一課長
- 1982年（昭和57年）6月1日 大蔵省理財局総務課長
- 1983年（昭和58年）6月7日 東京税関長
- 1984年（昭和59年）6月27日 大蔵省大臣官房審議官（理財局担当）[7]
- 1985年（昭和60年）6月25日 大蔵省銀行局検査部長
- 1986年（昭和61年）6月10日 大蔵省理財局次長（旧理財担当）
- 1987年（昭和62年）6月25日 大蔵省大臣官房付
- 1987年（昭和62年）9月25日 環境庁長官官房長
- 1988年（昭和63年）7月15日 環境庁企画調整局長
- 1990年（平成2年）7月10日 環境事務次官
- 1991年（平成3年）7月9日 依願退官
- 1991年（平成3年）9月 農林漁業金融公庫副総裁
- 1994年（平成6年）6月 山種証券株式会社代表取締役会長
- 1998年（平成10年）7月 さくら総合研究所特別顧問
- 1999年（平成11年）8月 株式会社滋賀銀行特別顧問
- 2002年（平成14年）6月 株式会社サンシャインシティ代表取締役会長
- 2004年（平成16年）6月 株式会社滋賀銀行監査役